# TGV POS

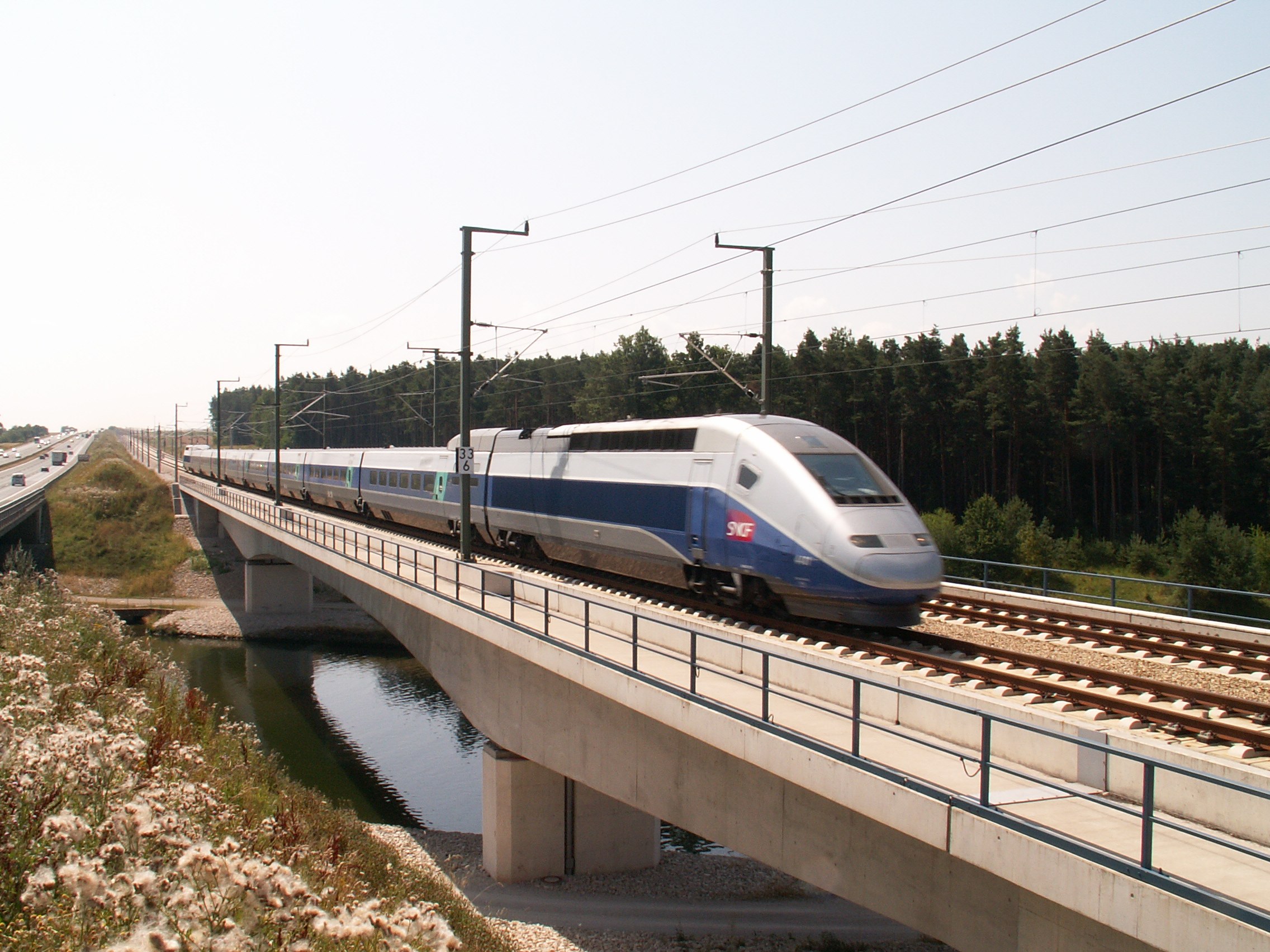
TGV POS auf der Schnellfahrstrecke Nürnberg–Ingolstadt

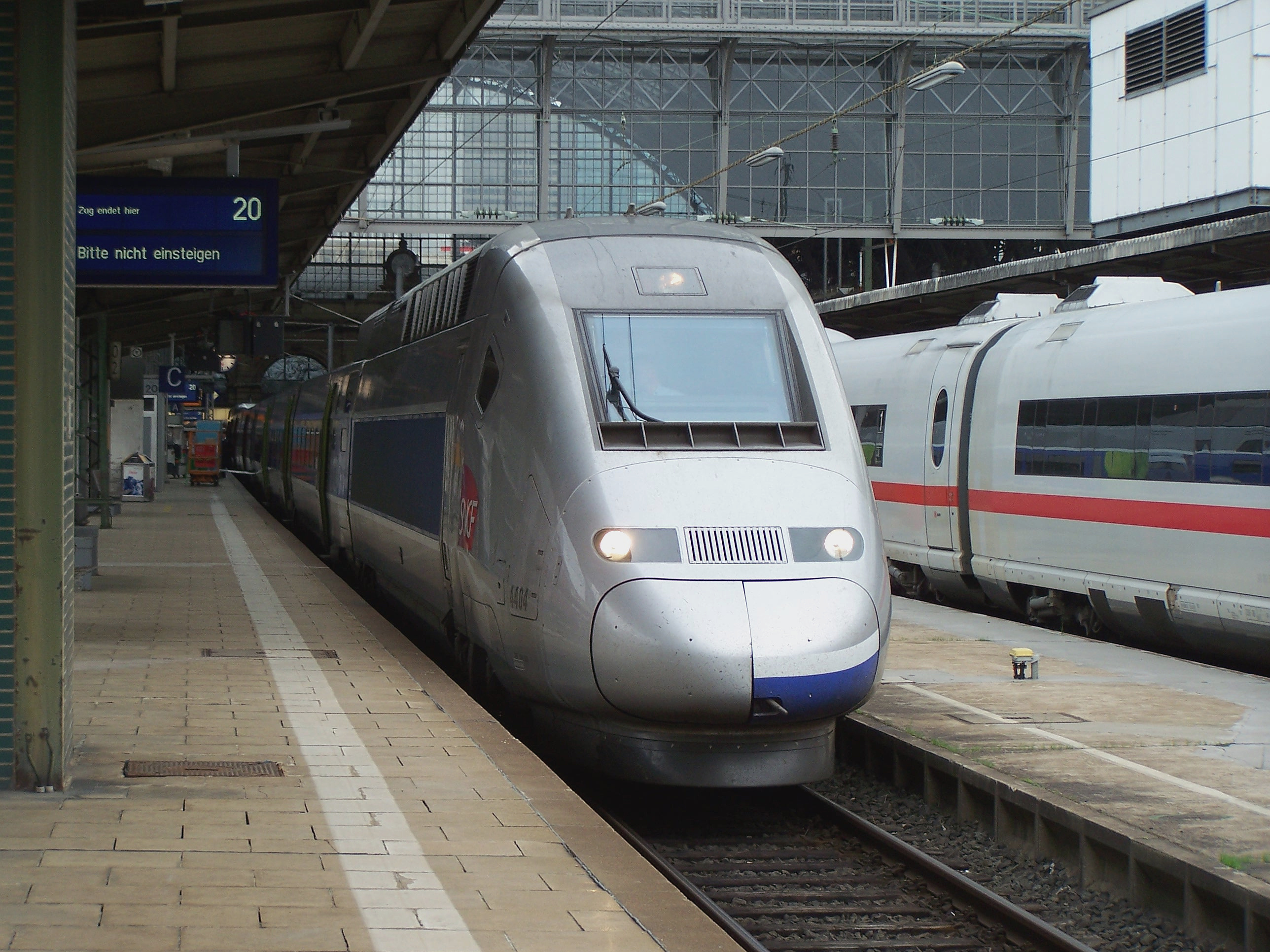
TGV POS Nr. 4404 im Frankfurter Hauptbahnhof

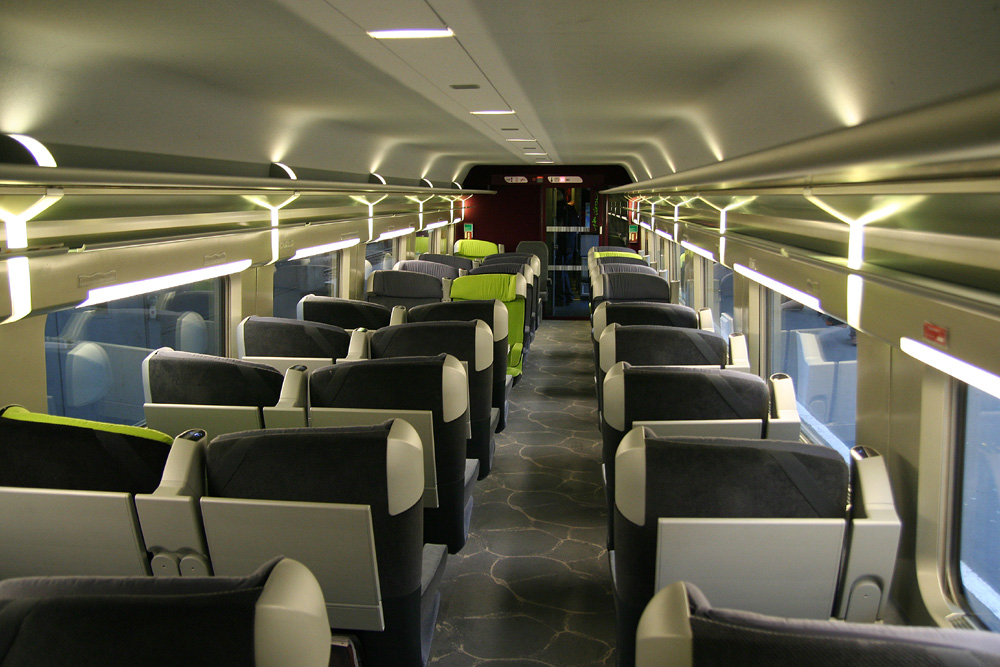
Die erste Klasse im TGV POS

Die TGV POS (POS für Paris – Ostfrankreich – Süddeutschland, französisch: Paris - Est de la France - Allemagne du Sud) sind TGV mit Drehstromantrieb, die in den 2000er Jahren von Alstom für die Société nationale des chemins de fer français (SNCF) anlässlich der Eröffnung der LGV Est européenne entwickelt und produziert wurden, um über Straßburg hinaus Verbindungen nach Deutschland und in die Schweiz zu gewährleisten, wo die Stromversorgung mit 15 kV bei 16,7 Hz erfolgt.
Anders als bei den ersten Hochgeschwindigkeitsstrecken wurden keine völlig neuen Züge in Betrieb genommen. Tatsächlich bestehen die 19 Einheiten aus:
- 38 neuen, dreisystemfähigen Drehstrom-Triebköpfen (Baujahr 2006 bis 2007), die in Deutschland und der Schweiz eingesetzt werden können.
- 19 vorhandene Wagenzüge vom Typ TGV Réseau (zwischen 1992 und 1996 gebaut, aber nach dem Design von Christian Lacroix renoviert), wobei die Enddrehgestelle der Endwagen R1 und R8 mit Magnetschienenbremsen (für die Notbremsung in Deutschland) ausgerüstet wurden.

## Strecken
Sie verkehrten seit dem 10. Juni 2007 auf der Linie Paris – Straßburg – Karlsruhe – Stuttgart, die zum 9. Dezember 2007 bis München verlängert wurde, Paris – Straßburg – Mülhausen – Basel – Zürich. Seit 2009 wurde außerdem einmal pro Tag die Strecke Paris – Saarbrücken – Mannheim – Frankfurt bedient. Seit Dezember 2012 bis Dezember 2019 gehörten die Züge der TGV Lyria, eine gemeinsame Tochtergesellschaft der SNCF und der Schweizerischen Bundesbahnen (SBB) und verkehrten in die Schweiz, den Verkehr nach Deutschland übernahmen Euroduplex-TGV. Im Dezember 2019 wurde diese Flotte wieder an die SNCF übertragen, die sie auf TGV inOui-Inlandsverbindungen auf der LGV Nord und der LGV Est Européenne einsetzt.

## Historie
Die ersten beiden Triebköpfe wurden 2004 fertiggestellt und ab Juni gleichen Jahres für Probefahrten eingesetzt. Zur Monatsmitte wurden sie mit einer achtteiligen Réseau-Wagengarnitur gekuppelt. Ende Juli 2004 wurde eine aus zwei Triebköpfen und acht Wagen gebildete POS-Einheit für Testfahrten zum Eisenbahnversuchsring Velim in Tschechien überführt. Die TGV-Zulassungsfahrten in Deutschland begannen am 5. Dezember 2005 und wurden Mitte 2006 abgeschlossen. Auf der Schnellfahrstrecke Nürnberg–Ingolstadt fanden im Juli 2006 Hochtastfahrten auf bis zu 330 km/h statt. Um das für das deutsche Streckennetz vorgeschriebene Bremsvermögen zu erreichen, wurde je ein Drehgestell der beiden Triebköpfe sowie der beiden Endwagen mit Magnetschienenbremsen ausgerüstet. Diese zusätzlichen Bremsen wirken ausschließlich bei Schnellbremsungen im Bereich zwischen 50 und 160 km/h. Zum Einsatz kam dabei die Garnitur 4401. Auch muss das mitgeführte Wasser Trinkwasserqualität haben. Am 31. Mai 2007 erteilte das Eisenbahn-Bundesamt die Zulassung der TGV POS für den kommerziellen Betrieb in Deutschland; am selben Tag erfolgte die Zulassung der ICE 3MF durch die französische Zulassungsbehörde EPSF. Die SNCF hatte DB Systemtechnik mit den Zulassungsfahrten beauftragt.
Zur Betriebsaufnahme der LGV Est im Juni 2007 standen zehn Einheiten mit je 360 Sitzplätzen zur Verfügung. Die Flotte sollte bis 2008 auf 19 Garnituren anwachsen (Stand: Mai 2007). In jedem dieser Züge konnten Stellplätze für vier Fahrräder reserviert werden. Die Züge werden von der Deutschen Bahn intern als Baureihe 475 geführt.
Die beiden Triebköpfe sind durch eine 25-kV-Dachleitung elektrisch miteinander verbunden. Die Triebzüge können in Doppeltraktion verkehren und auch mit Einheiten des TGV Réseau und TGV Duplex gekuppelt werden. Das Zulassungsverfahren für den Betrieb in Doppeltraktion in Deutschland wurde im März 2009 begonnen und 2010 abgeschlossen. Als die Kehler Rheinbrücke wegen Bauarbeiten zwischen dem 28. August und dem 10. Oktober 2010 nicht befahren werden konnte, verkehrten TGV POS der Linien nach Frankfurt und München gemeinsam in Doppeltraktion von Paris über Saarbrücken bis nach Mannheim und wurden dort geteilt (geflügelt).
Im Februar 2011 entschieden die Schweizerischen Bundesbahnen (SBB) und die SNCF, die TGV-POS-Züge an TGV Lyria abzugeben. Bereits 2007 hatten die SBB die TGV-POS-Einheit 4406 erworben und auf den Namen Basel getauft. Seit August 2012 verkehrten die ersten TGV-POS-Züge in einer neuen Lackierung auf der Linie Paris–Lausanne. Alle 19 TGV POS waren seit Dezember 2012 im Besitz von TGV Lyria und verkehrten bis Ende 2019 in die Schweiz. Zum Fahrplanwechsel 2019 wurden die TGV-POS-Garnituren mit je 355 Sitzplätzen abgelöst durch 15 TGV Euroduplex mit je 507 Plätzen, und damit das Platzangebot deutlich erweitert. Die 19 POS-Garnituren kehrten im Dezember 2019 zur SNCF zurück, und wurden innen und außen für den Einsatz als TGV inOui auf der LGV Nord und der LGV Est angepasst.